# Этнопарк
Этнографический парк (этнопарк) — это парк развлечений и отдыха, разновидность музея под открытым небом, создаваемая с использованием макетов или копий в натуральную величину и ориентированная на индустрию развлечений и отдыха. Этнопарки ориентированы на сохранение мировидения и культуры традиционных народов (в России, как правило, коренных народов Севера) с помощью современных, в том числе информационных технологий, и, таким образом, иногда рассматриваются в контексте организации взаимодействия коренных народов Севера и индустриального хозяйства. Являются сегментом туристического бизнеса. Создаются с коммерческими целями.

## Название
Слово «этнопарк» образовано от слов греческого слова «этнос» (народ, племя) и латинского «parricus» (отгороженное место).
- «Этнос» — исторически сложившаяся устойчивая группа людей (племя, народность, нация), говорящая на одном языке, признающая свое единое происхождение, обладающая единым укладом жизни, комплексом обычаев, традиций и отличающаяся всем этим от других народов. Культурная общность членов этноса обусловливает их психического склада.[3].
- Парк (от средневекового лат. parricus — отгороженное место) - участок земли для прогулок, отдыха, игр, с естественной или посаженной растительностью, аллеями, водоемами и т. д.[4]